# Zygmunt Podhorski
Zygmunt Podhorski, poljski general, * 1891, † 1960.